# Чистая линия
Чистая линия — группа организмов, имеющих некоторые признаки, которые полностью передаются потомству в силу генетической однородности всех особей. В случае гена, имеющего несколько аллелей, все организмы, относящиеся к одной чистой линии, являются гомозиготными по одному и тому же аллелю данного гена.
Чистыми линиями часто называют сорта растений, при самоопылении дающих генетически идентичное и морфологически сходное потомство.
Аналогом чистой линии у микроорганизмов является штамм.
Чистые (инбредные) линии у животных с перекрестным оплодотворением получают путём близкородственных скрещиваний в течение нескольких поколений. В результате животные, составляющие чистую линию, получают одинаковые копии хромосом каждой из гомологичных пар.

## Использование чистых линий в научных исследованиях
Чистые линии гороха использовал для скрещивания в своих опытах первооткрыватель законов наследственности, Грегор Мендель. В 1903 г. генетик В. Иогансен показал неэффективность отбора в чистых линиях, что сыграло важную роль в развитии эволюционной теории и практики селекции.
В настоящее время чистые линии животных (в первую очередь крыс и мышей) и растений играют важнейшую роль в проведении биологических и медицинских исследований. Генетическая однородность используемых учеными организмов повышает воспроизводимость результатов и снижает вероятность воздействия на результат исследования генетических различий между особями (например, в контрольной и опытной группе). С помощью традиционной селекции и методов генной инженерии получено множество чистых линий с заданными свойствами (например, повышенной склонностью к потреблению алкоголя, высокими уровнем заболеваемости разными формами рака и т. п.), используемые для конкретных исследований.